# Man-Child
Man-Child — четырнадцатый студийный альбом джаз-фанкового клавишника и пианиста Херби Хэнкока, выпущенный в сентябре 1975 года на лейбле Columbia Records. С добавлением духовой секции и гитары «вау-вау» к существующему составу The Head Hunters Band, Хэнкок представил совершенно новую звуковую концепцию, которая ещё дальше отходит от его ранней «атмосферной» музыки.

## История создания
Записав несколько авангардных фьюжн-композиций для Warner Bros. Records в 1969-72 годах со своим секстетом, Херби Хэнкок перешёл к более доступному инструментальному джаз-фанку в альбомах Head Hunters (1973) и Thrust (1974). Хэнкок продвинулся ещё дальше в фанке в середине 1970-х с последующими записями Columbia, такими как Secrets (1976) и Man-Child (1975), альбомом, который мог быть спродюсирован Стиви Уандером (он играет эпизодическую гостевую роль на губной гармонике).
Man-Child, ставший последним альбомом с полным составом Head Hunters Band и первым альбомом с участием гитариста Мелвина Рэйгина (Wah Wah Watson), был, по мнению Боба Белдена, выражением личной концепции Херби в отношении оркестровки и музыкальной текстуры — рецепта по смешиванию синтезированных и акустических инструментов.

## Об альбоме
Man-Child характеризует более отточенный и сфокусированный звук, чем у его предшественников, потому что Хэнкок расширил студийный персонал, включив в него духовую секцию, ряд известных сессионных музыкантов, а также двух звёзд и хороших друзей — Уэйна Шортера и Стиви Уандера. В записи этого альбома приняли участие сразу три гитариста: Мелвин «Wah-Wah Watson» Рэйгин, ДеУэйн «Blackbyrd» Макнайт и Дэвид Т. Уокер, который играл со Стиви Уандером и Марвином Гэем.  Wah Wah Watson стал основным студийным соавтором Хэнкока и сыграл ключевую роль в создании Man-Child. Помимо того, что он привнёс свой мгновенно узнаваемый звук, он также стал соавтором четырёх из шести треков и направил музыку в другом направлении, чем в предыдущих альбомах The Head Hunters Band.
Бенни Мопин развил навыки игры на Lyricon, духовом синтезаторе, впервые использованном при записи Man-Child. Инструмент стал неотъемлемой частью звучания группы, открывая новые текстуры и позволяя техническим возможностям Бенни влиять на представление электронных звуков. Результатом сотрудничества музыкантов, по мнению Speakers Corner, стал динамичный фанковый стиль, созданный коллективными усилиями группы, хотя каждому участнику была предоставлена возможность продемонстрировать своё мастерство и уникальный стиль в коротких сольных интермедиях.
Открывает альбом «Hang Up Your Hang Ups» — быстрый и пульсирующий трек с достаточным динамизмом для любого танцпола, — как пишет в своём обзоре Soul Brother Records, — номер продолжительностью семь с половиной минут, который начинается как минимум на 15 ударов в минуту медленнее, чем заканчивается. Композиция имеет мощный ритмичный фанковый рисунок, наложенный на духовую секцию и синкопированные ударные.
«Sun Touch» — более медленная и медитативная композиция, которая идёт от взаимодействия между барабанами и басовой линией с воздушными клавишами Fender Rhodes с добавлением гитарной игры Wah Wah Watson. Как пишет Боб Белден в эссе «Chameleon – The Life and Music of Herbie Hancock», в аранжировку «Sun Touch» Херби добавил небольшую духовую секцию, в которую вошли альт- и бас-флейты, использовавшие естественные текстурные различия, чтобы придать электронному джазу теплоту, которую нельзя было достичь исключительно с помощью синтезаторов, и вывел бас-кларнет на передний план.
Композиция «The Traitor» завершает первую сторону пластинки. На этом треке играет много гостей, включая Уэйна Шортера, а струнный ансамблевый синтезатор Хэнкока издает протяжный скрипичный звук, который аккуратно дополняет вступление. Журнал Billboard считает, что его электрическое и акустическое пианино создают «двойное» звучание, а акустика формирует более джазовое настроение.
Саксофонист Уэйн Шортер присоединился к Херби в качестве исполнителя на духовых инструментах, для гладкого, нагруженного гитарой «вау-вау» фанкового номера «Bubbles», открывающего вторую сторону пластинки. Шортер вносит своё сдержанное, но эффектное соло на сопрано-саксофоне.
В «Steppin’ In It» аранжировка лаконична, с акцентированными духовыми и тонкими изменениями ритма. В качестве бонуса Стиви Уандер предлагает своё фирменное соло на губной гармонике. По мнению онлайн-издания UK Jazz News, настоящее виртуозное соло Херби на синтезаторе в альбоме находится в заключительном треке «Heartbeat» с классической ритм-секцией The Head Hunters Пола Джексона, Майка Кларка и Билла Саммерса.
Обложку альбома нарисовал художник Дарио Кампаниле, который использовал тот же подход, что и Роберт Спрингетт в предыдущих альбомах Хэнкока. На обложке Man-Child, изображена гигантская голова статуи Будды, обращенная к береговой линии, которая сюрреалистически трансформируется в комбинацию гор и открытого космоса, заполненного объектами, похожими на мыльные пузыри.

## Релиз и критика
Альбом был выпущен в сентябре 1975 года на лейбле Columbia Records и поднялся до 1-го места в чарте Billboard Jazz Albums, до 6 места в чарте Billboard R&B Albums и до 21-го места в чарте Billboard Pop Albums. В октябре 1975 года журнал Billboard отметил, что в альбоме Man-Child Хэнкок синтезировал и соединил множество ингредиентов, создав гибридный электронный соул-джаз-фанк-звук, который можно использовать и для прослушивания, и для танцев.
Как пишет в своём обзоре Treble Magazine, это альбом, определённо демонстрирующий Хэнкока в его стихии с набором фанковых джемов, на которых Хэнкок и его группа раскрепощаются и звучат так, будто им невероятно весело, и которые стилистически  соответствовали альбомам, предшествовавшим ему, включая Head Hunters и Thrust.
Журнал Prog в своей рецензии к переизданию альбомов Хэнкока отмечает, что начиная с Man-Child можно проследить вступление Хэнкока в эру диско. Альбом, по мнению журнала, получился с пробивными риффами духовых инструментов и блестящими, тщательно отполированными партиями клавишных. Man-Child имеет более гладкое звучание, в котором значительно меньше групповой импровизации, игравшей заметную роль в предыдущих работах музыканта.
Газета Ann Arbor Sun считает, что за исключением треков «Hang Up Your Hang Ups» с цепляющим басом и «Sun Touch» с духовой секцией, большая часть Man-Child — это «формальная каша». Здесь почти нет сольных импровизаций, а когда они есть, они невдохновлённые и почти неслышимые.

## Список композиций
| №                   | Название                | Автор(ы)                                  | Длительность |
| ------------------- | ----------------------- | ----------------------------------------- | ------------ |
| 1.                  | «Hang Up Your Hang Ups» | Херби Хэнкок, Мелвин Рэйгин, Пол Джексон  | 7:29         |
| 2.                  | «Sun Touch»             | Хэнкок                                    | 5:12         |
| 3.                  | «The Traitor»           | Хэнкок, Рэйгин, Луис Джонсон, Уэйн Шортер | 9:38         |
| Общая длительность: | Общая длительность:     | Общая длительность:                       | 22:21        |

| №                   | Название            | Автор(ы)                | Длительность |
| ------------------- | ------------------- | ----------------------- | ------------ |
| 4.                  | «Bubbles»           | Хэнкок, Рэйгин          | 9:03         |
| 5.                  | «Steppin' in It»    | Хэнкок                  | 8:42         |
| 6.                  | «Heartbeat»         | Хэнкок, Рэйгин, Джексон | 5:16         |
| Общая длительность: | Общая длительность: | Общая длительность:     | 23:06        |

## Участники записи
- Херби Хэнкок - акустическое пианино, электрическое пианино Fender Rhodes, клавинет Hohner D6, синтезаторы ARP Odyssey, ARP Pro Soloist, ARP 2600 и ARP String Ensemble, полифонический синтезатор Oberheim

- Бад Брисбуа — труба
- Джей ДаВерса - труба
- Гарнетт Браун - тромбон
- Дик Хайд - туба, бас-тромбон
- Уэйн Шортер - сопрано-саксофон
- Бенни Мопин - сопрано и тенор-саксофоны, сакселло, бас-кларнет, бас- и альт-флейты
- Джим Хорн — саксофоны и флейты
- Эрни Уоттс - саксофоны и флейты
- Дуэйн Макнайт, Дэвид Т. Уокер — гитара
- Wah Wah Watson - гитара, ток-бокс, универсальная система синтезатора Maestro, Maestro Sample and Hold Unit
- Генри Э. Дэвис — бас-гитара
- Пол Джексон — бас-гитара
- Луис Джонсон — бас-гитара
- Майк Кларк — барабаны
- Джеймс Гэдсон — барабаны
- Харви Мейсон — барабаны
- Стиви Уандер - гармоника
- Билл Саммерс - перкуссия